# 申秉铉
申秉鉉（韓語：신병현；1921年2月7日—1999年4月4日），曾任大韩民国经济副总理兼经济企划院长官、韩国银行总裁、商工部长官等职务，经济官僚。1984年11月韓國国务總理陈懿钟突发脑溢血，他由副总理兼经济企划院长官代理总理权限至1985年2月。

## 生平
黄海道長淵郡出生。日本内地的福島高等商業学校毕业。1943年在朝鮮銀行、1956年在韓国銀行任調査部長。1961年任駐美国大使館参事官，1970年-1975年任国际复兴开发銀行交換取締役兼顧問。美国的美國大學研究生院毕业，1959年获得哥伦比亚大学大学院经济学博士学位。
1975年被起用任总统府经济担当特別補佐官，在政界中枢发展。1978年任韓国銀行总裁，1980年任商工部長官，1980年-1982年、1983年-1986年任副总理兼经济企划院長官。推進全斗煥政府物价安定政策首要课题，排除人为的通货紧缩刺激政策。